# Prototipo Chevrolet (Turismo Carretera)
Los prototipos Chevrolet fueron una camada de vehículos que compitieron en el automovilismo argentino presentados por diferentes preparadores, que motorizaron a sus máquinas con motores Chevrolet. El primero de ellos fue el revolucionario Chevitú, creación de José Froilán González y que marcó un punto de cambio en el automovilismo argentino. El más exitoso de ellos fue el Trueno Naranja, creación de Horacio Steven y campeón en 1968, con Carlos Alberto Pairetti al volante.

## Historia
A lo largo de la historia del Turismo Carretera, una larga sucesión de modelos desfilaron por las rutas y autódromos de Argentina. Desde las antiguas cupecitas, pasando por los más variados y vistosos prototipos de la categoría Sport, hasta los compactos que hoy por hoy, tienen al Torino, al Chevy, al Falcon y al Polara, como coches insignia. Es así como se formó la historia grande del automovilismo argentino.
Y yendo a los prototipos, veremos un poco de la historia de los Prototipos Chevrolet, entre los que se encuentran, el Chevitú, el Trueno Naranja, la Garrafa, el Chevytres y otros modelos que no han tenido trascendencia en cuanto a cantidad de carreras ganadas, pero que también supieron dar espectáculo.

## Chevitú
El Chevitú fue un vehículo preparado a partir de un modelo Chevrolet Nova sedan dos puertas americano, similar al Chevrolet 400 argentino. Fue preparado por el famoso expiloto de Fórmula 1 José Froilán González, quien para lograr su cometido importó de Estados Unidos un Chevrolet Nova dos puertas al cual le puso un motor de Chevrolet 400. La preparación de esta máquina se la confió a los hermanos, Aldo y Reynaldo Bellavigna, mientras que los motores estuvieron a cargo de Bernardo Pérez y la conducción a cargo de Jorge Cupeiro.
La aparición del Chevitú significó una gran revolución en el automovilismo nacional, ya que dio origen a la era moderna de los coches compactos. Su aparición en 1964 generó aprobación y polémica, al punto tal de haber recibido un botellazo por parte del público que se negaba a aceptar la evolución del Turismo Carretera. En ese tiempo, la intención de Froilán González de devolver a Chevrolet a los primeros planos, casi se ve materializada, cuando Jorge Cupeiro salió subcampeón en 1965 con el Chevitú, enfrentando a La Galera de Dante Emiliozzi.
El Chevitú fue el primer coche compacto en obtener una victoria en el Turismo Carretera, dando origen a la era moderna e iniciando el glorioso retiro de las «cupecitas» del automovilismo argentino. Su nombre proviene de la deformación al castellano del término inglés Chevy Two, nombre original del modelo base del prototipo, una cupé Chevy II Nova.

El vehículo había debutado en el año 1964, siendo presentado como el primer coche compacto de la historia del TC. Sin embargo, debió esperar casi un año para alzarse con su primera victoria, el 13 de marzo de 1965 en el Autódromo de Buenos Aires, con Cupeiro al volante. Esta victoria también significaría el primer triunfo de un automóvil compacto dentro del Turismo Carretera. Con el correr de la temporada, el Chevitú alcanzaría 6 veces más el escalón más alto del podio, pero no sería suficiente para doblegar al poderoso vehículo de Dante Emiliozzi, quedándose con el subcampeonato del '65.
En 1966 y con el objeto de poder aumentar el rendimiento del Chevitú, Froilán González analiza la idea de readaptar al vehículo a los nuevos reglamentos del Turismo Carretera. Es así que le confía a la empresa Baufer Styler de Alain Baudena, una serie de reformas que terminarían plasmándose en el Chevitú MkII. Para llegar a este modelo, Baufer tuvo que reformar la carrocería, reemplazando la trompa original del Chevrolet Nova, por una trompa plástica de sección afinada, recortando además unos 25 centímetros del baúl. A todo esto, se le adicionarían unas tomas laterales en el motor a la altura de las puertas, cumpliendo estos la función de refrigerar el impulsor. Este modelo no conseguiría tener la misma repercusión que su antecesor, consiguiendo solamente tres victorias, siendo estas alternadas entre Cupeiro y Carlos Marincovich, quien manejara el prototipo en algunas oportunidades.
El rendimiento demostrado en 1966 poco y nada convenció a Froilán, quien decidido a experimentar nuevas alternativas de desarrollo para su unidad, convocó a un por ese entonces novato diseñador Heriberto Pronello, a quien le encargó la tarea de implementar nuevas reformas al prototipo. El resultado de este trabajo, fue el Chevitú MkIII, para el cual se le practicaron las más severas reformas desde su primer cirugía, siéndole modificada en esta ocasión la caída trasera del techo, pasando a incorporar un diseño estilo fastback, con una enorme luneta trasera, similar al prototipo Barracuda diseñado por Vicente Formisano. El vehículo se presentó en 1967, pero sin obtener éxito alguno debido principalmente a sus continuos abandonos por problemas de motor.
Tras este intento, en esta misma temporada se buscó una nueva reformulación para el Chevitú. Sin los servicios de Pronello (abocado 100% a la construcción y atención de los prototipos Liebre-Torino del equipo oficial  IKA, junto a Oreste Berta), Froilán acude al carrocero Raúl Cábanas, quien reformula radicalmente el diseño del Chevitú, aplicando una caída del voladizo trasero más pronunciada, eliminando la luneta trasera. De esta forma fue presentado el Chevitú MkIV, el cual consiguió acercarse nuevamente a los primeros planos del TC, pero ya sin el brillo de su primer antecesor, perdiendo terreno duramente frente a nuevos adversarios como la Garrafa Chevrolet o la Liebre-Torino. Finalmente, Para mediados de 1968, Froilán decide encargarle a Francisco "Paco" Martos, la construcción de un nuevo prototipo, el cual terminó llevando el sobrenombre "Chevytres". El destino del Chevitú original fue desconocido, siendo construida una réplica del prototipo original, la cual se exhibe en el Museo del Automovilismo Juan Manuel Fangio, de la ciudad de Balcarce.

### Carreras ganadas

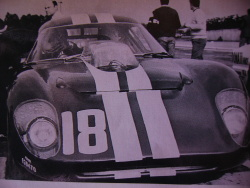
Baufer-Ford, antecesor del Trueno Naranja.

| Fecha               | Competencia                    | Piloto             | Promedio |
| ------------------- | ------------------------------ | ------------------ | -------- |
| 13 de marzo de 1965 | Autódromo de Buenos Aires      | Jorge Cupeiro      | 133,582  |
| 9 de mayo de 1965   | Premio de Pergamino            | Jorge Cupeiro      | 193.570  |
| 30 de mayo de 1965  | Vuelta de Arrecifes            | Jorge Cupeiro      | 184,719  |
| 6 de junio de 1965  | Autódromo de Buenos Aires      | Jorge Cupeiro      | 126,509  |
| 20 de junio de 1965 | Vuelta del Centro del País     | Jorge Cupeiro      | 189,374  |
| 18 de julio de 1965 | Vuelta de General Pico         | Jorge Cupeiro      | 163,851  |
| 25 de julio de 1965 | Vuelta de Carlos Casares       | Jorge Cupeiro      | 177.070  |
| 1 de agosto de 1965 | Vuelta de Chacabuco            | Jorge Cupeiro      | 159,404  |
| 17 de abril de 1966 | Vuelta de General Pico         | Jorge Cupeiro      | 171,737  |
| 30 de abril de 1966 | Autódromo de Buenos Aires      | Carlos Marincovich | 133,282  |
| 10 de julio de 1966 | Autódromo de Buenos Aires      | Jorge Cupeiro      | 138,849  |
| 30 de julio de 1966 | Vuelta de San Antonio de Areco | Jorge Cupeiro      | 157,519  |

## La Garrafa

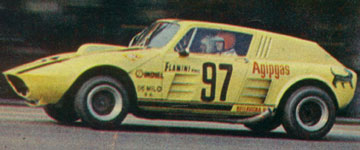
La Garrafa de Andrea Vianini.

La Garrafa fue uno de los primeros prototipos en presentarse en el Turismo Carretera. Su creación estuvo a cargo de los hermanos Aldo y Reynaldo Bellavigna, quienes confiaron el diseño del auto al diseñador Jorge Parodi, y basaron la construcción del coche a partir del chasis de un Kaiser Bergantín (plataforma derivada del Alfa Romeo 1900), considerando que este auto tenía una excelente distancia entre ejes además de una buena distancia en su trocha. También se quiso dotar al vehículo con suspensiones más racionales, escasa área frontal, poco peso y la posibilidad de una provechosa potencia de masa. El mismo venía equipado con un motor Chevrolet "230" de 3100 cm³. La preparación del auto estuvo a cargo de los mismísimos Hermanos Bellavigna, y la conducción de este auto le fue confiada al piloto ítalo-argentino Andrea Vianini, quien ya era conocido en el ambiente por ser referente de la marca Alfa Romeo en Argentina, y era conocido de los Bellavigna por haber conducido un Maserati con motor Chevrolet, propiedad de Froilán González y preparado también por dichos hermanos.
Debutó en el automovilismo el 16 de junio de 1967, ganando la carrera disputada en el Autódromo de Buenos Aires. Allí, enfrentó al poderío del equipo oficial IKA, que ponía en pista a los Torinos preparados por Oreste Berta. Otro de sus acérrimos rivales esa fecha fue el Baufer-Ford, preparado por Horacio Steven para el equipo oficial Ford y conducido por Atilio Viale del Carril. La carrera fue una de las más accidentadas de la categoría, ya que luego de la primera vuelta, los pilotos se encontraron con un coche que quedó detenido en la parrilla de largada. Varios autos se vieron involucrados, entre ellos el de Atilio Viale del Carril. Sin embargo, Andrea Vianini pudo sortear la carambola y se encaminó decididamente al triunfo, doblegando el poderío de los Torinos, que supusieron el final de la era de las viejas "cupecitas".
Debe su simpático nombre a las publicidades que lo decoraban, entre las que se destacaba la publicidad de AgipGas, una empresa de gas de origen italiano, además de estar pintado con los colores de las garrafas de Agip, que combinada a su forma tan embutida, daba la impresión de ser una verdadera garrafa andante.
A finales de 2018, Aldo Bellavigna donó este automóvil y un Dodge 1500 de TC2000 al Museo Fangio de Balcarce.

### Carreras ganadas
| Fecha               | Competencia               | Piloto         | Promedio |
| ------------------- | ------------------------- | -------------- | -------- |
| 16 de julio de 1967 | Autódromo de Buenos Aires | Andrea Vianini | 149,551  |
| 16 de marzo de 1968 | Autódromo de Alta Gracia  | Andrea Vianini | 162,253  |

- [2]

## Barracuda Chevrolet
El Barracuda, o Barracuda Chevrolet fue un prototipo de carreras que también se presentara durante la primera generación de esta clase de vehículos, dentro del Turismo Carretera. La aparición de coches como "La Garrafa" de Vianini o "El Petiso" de Rodolfo De Álzaga, supuso el inicio de una nueva era en el TC. Así fue como la nueva generación de vehículos comenzaba a relegar a las antiguas cupés de los años '30, dentro del parque automotor del TC. Ante esta realidad, el carrocero Vicente Formisano comienza a delinear la forma de un nuevo automóvil, basando sus líneas en el modelo Plymouth Barracuda lanzado en el año 1964 en los Estados Unidos. Para lograr su cometido y respetando los orígenes del modelo americano, decidió tomar como base para su creación la plataforma del modelo Valiant IV, a su vez, derivado del modelo Dodge Dart de 1966.
Para delinear este auto, primeramente Formisano tuvo que recortar toda la sección perteneciente al techo y el voladizo trasero, quedando únicamente la trompa, el torpedo y la mitad delantera del habitáculo. Tras esta "cirugía", comenzaría el armado del reticulado de seguridad, hermanando toda la estructura con la carrocería. Una vez terminado este implante, comenzaba la reforma del techo al cual se lo moldeaba para poder lograr en la parte trasera, el diseño estilo Fastback truncado que caracterizaba en ese entonces al modelo deportivo de Plymouth. Al finalizar este rediseño, Formisano remataba la carrocería con la implementación de una luneta de acrílico que le daba forma definitiva a la unidad. Otras reformas implementadas en el vehículo, fueron el reemplazo de la trompa original del Valiant IV por un postizo de sección puntiaguda, similar a los implementos adaptados por Heriberto Pronello para sus Liebre-Torino, el desplazamiento del torpedo a 15 cm de su lugar original y el rebaje del techo en 3 cm, para poder lograr el efecto deseado.
Originalmente, estas unidades iban a esta destinadas para la escuadra del equipo oficial de la Comisión de Carreras de Concesionarios Chrysler (CCCC), sin embargo quien primeramente se interesara en el proyecto al ver que ya no poseía las armas como para hacer frente a la nueva camada de vehículos, fue el piloto Carlos Pairetti, quien contrario a lo que se tenía previsto, decidió motorizar esta unidad con un impulsor Chevrolet de 230 pulgadas cúbicas. Fue así que, tras haber iniciado la Temporada de 1967 al comando de su vieja cupé, continuaría compitiendo por el resto de la temporada con esta nueva unidad, a la cual bautizó como Barracuda-Chevrolet, combinando el nombre del prototipo con su motorización. El Barracuda debutó el 30 de julio de 1967 en la Vuelta de Salto, registrando como resultado inicial un abandono. Sin embargo, a pesar de ese inicio sin fortuna, Pairetti conseguiría rehacerse en la fecha siguiente y conseguiría la victoria en la Vuelta de Hughes, una de las pruebas donde más veces repitió triunfo este piloto arrecifeño.
Con el Barracuda, Pairetti compitió hasta el año 1968, obteniendo dos triunfos más en la Vuelta de Olavarría del '67 y en Balcarce en el año '68. Sin embargo, debido a la avanzada encabezada por Torino y sus prototipos Liebres, el Barracuda y su motor 230 comenzaban a quedar obsoletos. Fue así que a mediados de 1968, Pairetti decidiría renovarse al presentar en pista el modelo Baufer-Chevrolet, conocido popularmente como el Trueno Naranja, mientras que la Barracuda le sería confiada a su amigo, Néstor Jesús García Veiga. En manos de García Veiga, el modelo competiría un par de carreras más, quedando finalmente relegado en el año 1969, cuando tuviera su última participación el día 23 de marzo de 1969, durante la Vuelta de Santa Fe. Cabe destacar que también participaron en el TC al comando de una unidad similar a esta, los pilotos Fernando Arana y Hugo Alberini, quienes se alternaban en la conducción de esta máquina.

### Carreras ganadas
| Fecha                    | Competencia                | Piloto          | Promedio |
| ------------------------ | -------------------------- | --------------- | -------- |
| 6 de agosto de 1967      | Vuelta de Hughes           | Carlos Pairetti | 178,594  |
| 17 de septiembre de 1967 | Vuelta de Olavarría        | Carlos Pairetti | 195,288  |
| 28 de abril de 1968      | Vuelta de Balcarce-Lobería | Carlos Pairetti | 207,813  |

- [2]

## El Fast-Chevrolet o Trueno Naranja

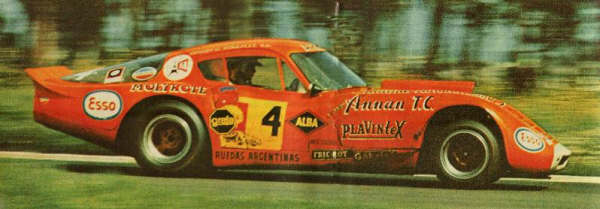
Vista lateral del Trueno Naranja.

El Fast-Chevrolet o Trueno Naranja fue el Prototipo Chevrolet más exitoso de todos. Este modelo, no es más ni menos que la evolución del Baufer-Ford creado por Baufer y preparado por Horacio Steven, que tuviera como saldo lamentable, las muertes de Oscar Cabalén y su acompañante, y la del acompañante de Atilio Viale del Carril. Estas muertes fueron la razón por la que el equipo oficial Ford le retiró el apoyo a Steven, dándoselo a José Miguel Herceg, uno de los preparadores más exitosos de la marca.
Al tomar conocimiento de la existencia de este auto, Carlos Alberto Pairetti se acercó al taller de Steven para proponerle rediseñar el modelo y equiparlo con motores Chevrolet. Finalmente el coche debutó en el autódromo de Buenos Aires, donde finalizó con un abandono. Sin embargo, en las carreras siguientes, el coche se terminó de afianzar ganado 4 competencias en el año 1968 y alzandosé con el título de ese año, derrotando a sus clásicos rivales: Las Liebre MkII Torino de Oreste Berta. Este auto, marcó un después en la categoría ya que se convirtió en el primer Sport Prototipo en salir campeón de Turismo Carretera.
El color de este coche se decidió a última hora. Cuando el coche estuvo listo llegó la hora de pintarlo. Al no encontrar pinturerías abiertas (eran las 2 de la mañana), se decidió buscar en el taller. Se hallaron tres colores: Rojo, Amarillo y Blanco. Un litro de cada uno. Mezclando esos colores, se obtuvo el Naranja inicial de este auto. Pero cada vez que finalizaban una carrera, no podían repetir el color para tapar los bollos y rayones. Fue entonces que apareció General Motors, ofreciendo el apoyo oficial al equipo, además de lanzar una serie de autos pintados de color naranja, pintura con la cual restauraban el auto. A partir de allí, el auto se guardaba en los galpones de General Motors en San Martín (Buenos Aires). La pasión que generaba era tal, que los hinchas de la marca acudían hasta los galpones para ver la salida del vehículo.
Debe su nombre al color con el que fue pintado, y al apodo con el que lo bautizó José Tomás Onetto, un periodista de Diario Clarín que cubría por ese entonces las alternativas del automovilismo nacional y que quedara impresionado con el andar del coche por su velocidad y su potencia.
Tras sus participaciones en el Turismo Carretera, Pairetti terminaría vendiendo su coche al piloto Eduardo Bouvier, quien años más tarde se convertiría en presidente de la categoría Fórmula Renault Argentina. Bouvier, adquirió el vehículo en el año 1971, utilizándolo para competir en carreras de Sport Prototipo, llegando a cortarle el techo para obtener un mayor rendimiento. Tras su retiro como piloto profesional, inició su trabajo de restauración, el cual finalmente vería la luz en el año 2011.
El 3 de diciembre de 2009, fue presentado en el Autódromo de Buenos Aires, una réplica exacta del Trueno Naranja, que fue piloteado por el propio Pairetti, acompañado de su eterno acompañante Héctor "Laucha" Ríos. El coche fue fabricado en la Facultad Regional de Balcarce de la Universidad Tecnológica Nacional y presentado en febrero de 2009, durante el transcurso de la segunda fecha del calendario del Turismo Carretera. La presentación en Buenos Aires, fue una parte de los festejos del cierre de año de la categoría. A diferencia del original, el Trueno Naranja modelo 2009, está impulsado por un motor Chevrolet de 3000 cm³, en reemplazo del original 4.1 de 1968. El kit mecánico también incluye una moderna caja Sáenz de 5 velocidades como las cajas reglamentarias del TC actual.
Tras la presentación de esta réplica, Bouvier hizo públicas unas fotografías en las cuales exhibía al Trueno Original en avanzado estado de restauración. Su trabajo, finalmente culminó de forma exitosa en el año 2011, cuando por fin pudo presentar al Prototipo original durante la Caravana del TC, organizada por la Asociación Corredores de Turismo Carretera para conmemorar los 75 años de dicha categoría.

### Carreras ganadas
| Fecha                    | Competencia               | Piloto          | Promedio |
| ------------------------ | ------------------------- | --------------- | -------- |
| 14 de julio de 1968      | Autódromo Oscar Cabalén   | Carlos Pairetti | 169,951  |
| 18 de agosto de 1968     | Autódromo Oscar Cabalén   | Carlos Pairetti | 170,643  |
| 29 de septiembre de 1968 | Autódromo de Buenos Aires | Carlos Pairetti | 170,336  |
| 24 de noviembre de 1968  | Autódromo de Buenos Aires | Carlos Pairetti | 170,875  |

- [2]

### Títulos
| Título  | Categoría         | Piloto          | Año  |
| ------- | ----------------- | --------------- | ---- |
| Campeón | Turismo Carretera | Carlos Pairetti | 1968 |

- [9]

## El Trueno Dorado
El Trueno Dorado fue otro prototipo Chevrolet preparado por Horacio Steven para el equipo oficial General Motors de Turismo Carretera. Se trataba del segundo auto de la escuadra Competición S.A., que había recibido el apoyo oficial de General Motors de Argentina, luego de las actuaciones realizadas en el debut del Trueno Naranja y en las carreras siguientes.
El coche era la copia exacta del Trueno Naranja, y fue concebido de los mismos planos de su hermano mellizo, solo que en este caso fue pintado de un color amarillo oro para diferenciarse del mítico auto de Carlos Pairetti. El Trueno Dorado fue el coche de pruebas del equipo, ya que sobre él se habían probado la mayoría de los elementos que equipaban luego al Trueno Naranja, siendo el más importante de ellos el portamazas trasero que luego de una carrera en Buenos Aires, un 23 de julio de 1968, en la que el Trueno Naranja rompió el suyo, fue desarrollado por el equipo "Competición S.A." sobre el otro prototipo guardado.
Este prototipo se estrenó más tarde, el 18 de agosto de 1968, llevando al volante a Oscar "Cacho" Fangio, y siendo el vehículo de apoyo del Trueno Naranja en la pelea por el título. Su actuación más preponderante se dio en la antepenúltima fecha del año 1968, cuando en el circuito de Rafaela, los dos automóviles del equipo "Competición", finalizaron segundo y tercero detrás del Chevytres de Carlos Marincovich que era preparado por el destacado expiloto de Fórmula 1 José Froilán González. Cacho Fangio, que conducía el Trueno Dorado, finalizó en tercer lugar, cuidando las espaldas de su compañero Carlos Pairetti.

## Martos-Chevrolet, Chevytres o Chevitres

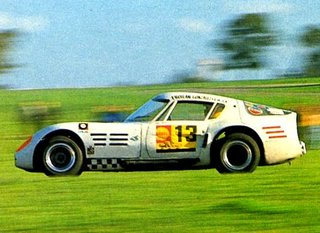
Vista lateral del Chevitres.

El prototipo Martos-Chevrolet fue un coche de carreras creado en el año 1968 por el artesano carrocero Francisco Martos a pedido del expiloto de TC y Fórmula 1 José Froilán González, quien la encargó la construcción de un nuevo coche de carreras ante el atraso tecnológico que experimentara su anterior prototipo, el Chevitú, frente a las nuevas creaciones que dominaban el Turismo Carretera de finales de los años '60.
Este modelo, terminaría recibiendo el popular nombre de Chevitres, el cual daba a entender con el sufijo -tres que se trataba de la sucesión del Chevitú. Su nombre también era conocido como Chevytres, reemplazando la i por una y, dando la connotación de la abreviatura norteamericana de la marca Chevrolet.
Este coche era una unidad completamente revolucionaria, ya que Martos no se basaría en ningún coche de producción para poder hacerlo realidad. El Martos-Chevrolet, estaba montado sobre un bastidor artesanal de caños tubulares (creación del propio Martos), recibiendo como características principales, el novedoso motor "250" de 4100 cm³ y 7 bancadas, lanzado ese año por Chevrolet para hacer frente a los motores Tornado de los IKA Torino. El conjunto mecánico se completaba con una caja de cambios ZF y todo esto estaba acoplado a un diferencial de Chevrolet Impala del tipo autoblocante. Completaban el vehículo, la carrocería creación de Baufer a pedido de Martos, y dos juegos de suspensiones, siendo las delanteras originales de un Kaiser Bergantín y las traseras de Chevrolet 400. Como curiosidad, el vehículo adoptaría el uso del volante en la butaca derecha, característica compartida con varios prototipos de la época.
El Chevitres debutó en el automovilismo argentino el 26 de junio de 1968, siendo este también el día de la presentación de uno de sus principales oponentes en las pistas: El Trueno Naranja. La conducción de este coche, le fue confiada a un viejo conocido de González, Carlos Marincovich quien supiera manejar el Chevitú durante algunas competencias de 1966 y durante toda la última etapa en 1967, mientras que nuevamente se volvería a confiar en Bernardo Pérez para la atención en los motores. Su debut fue en la carrera denominada las "250 Millas", con un abandono. Su primer triunfo, llegaría el 1 de septiembre de 1968 ganando el 3° Gran Premio Juan Gálvez, en el Autódromo de Buenos Aires. Tras este vendría un segundo triunfo el 3 de noviembre del mismo año en el Autódromo de Rafaela, liderando un 1-2-3 para Chevrolet, controlando los embates del equipo conformado por el Trueno Naranja y el Trueno Dorado, quienes lo acompañaron en el podio en 2° y 3° lugar respectivamente. Tras estos dos éxitos, el Chevitres no volvería a ganar, cerrando su participación en 1969, corriendo únicamente el 25 de mayo en el Autódromo de Buenos Aires, despidiéndose con un abandono.
La figura del Chevitres impactaba, ya que su diseño en forma de fastback truncado, hacía recordar a los Alfa Romeo TZ, además de tener un gran parecido con el Trueno Naranja, del cual apenas era diferenciable por la carencia que tenía el Chevitres, del alerón trasero estilo "cola de pato" que caracterizó al coche que inmortalizara Carlos Pairetti. Sus dos únicos logros los obtendría de la mano de Carlos Marincovich, quien siempre se mantuvo leal a Froilán González, durante toda la carrera de este último como preparador.

### Carreras ganadas
| Fecha                    | Competencia               | Piloto             | Promedio |
| ------------------------ | ------------------------- | ------------------ | -------- |
| 01 de septiembre de 1968 | Autódromo de Buenos Aires | Carlos Marincovich | 171,789  |
| 03 de noviembre de 1968  | Autódromo de Rafaela      | Carlos Marincovich | 212,763  |

- [2]

## La Nova Naranja

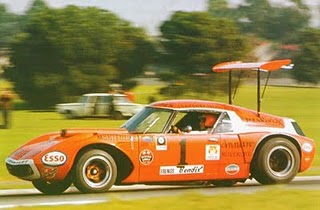
La Nova Naranja en carrera.

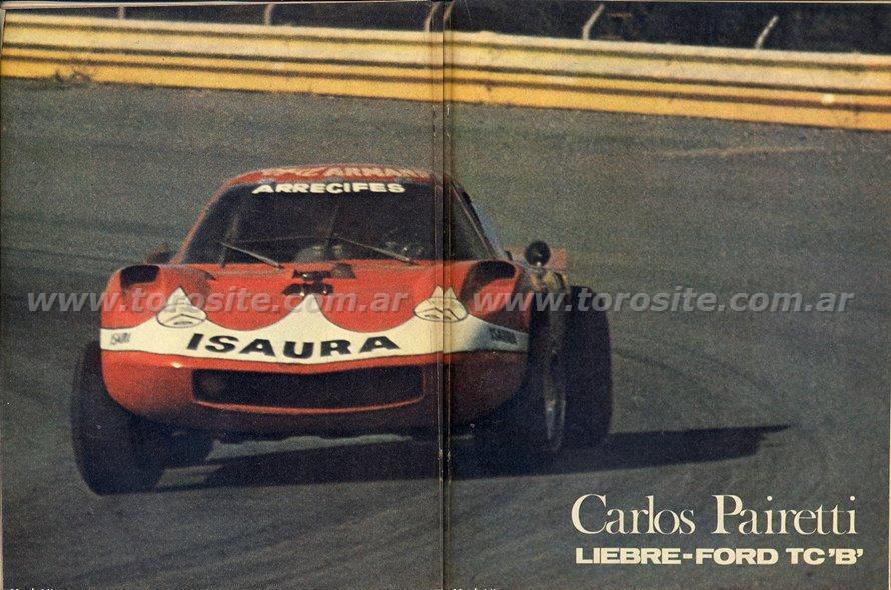
Nova Ford rebautizada Liebre Ford.

Luego de haber obtenido el título de campeón en el año 1968, Carlos Pairetti estrenó el "1" a bordo de su prototipo Trueno Naranja. Sin embargo, la competencia se había presentado en 1969 con nuevas armas a la contienda.
El equipo del piloto Gastón Perkins, con el asesoramiento de Heriberto Pronello a la cabeza, presentó en pista una nueva evolución de su prototipo Liebre-Torino: La Liebre MKIII. Esta nueva máquina fue el as que IKA tenía bajo la manga para recuperar el liderazgo que le fuera arrebatado en 1968.
Al ver que el Trueno Naranja nada podía hacer frente a los nuevos rivales, Pairetti decidió atacar bajo la misma ley y con las mismas armas que su oponente. Fue así que luego de la tercera carrera del año 1969, le cedió la conducción del Trueno Naranja a su amigo el "Nene" Néstor Jesús García Veiga y decidió adquirir uno de los prototipos creados por Heriberto Pronello, solo que en este caso, en lugar de motorizar su coche con los motores "Tornado" de IKA, decidió utilizar la misma motorización que el Trueno Naranja y ponerlo bajo la órbita del equipo oficial Chevrolet.
El coche adquirido por Pairetti fue un modelo Liebre MK III con el cual IKA participaría en 1969, creación de Heriberto Pronello. El resultado de esta fusión de dos corrientes antagónicas del automovilismo nacional, fue una especie de Liebre MK III Chevrolet, que sin embargo para no haber confusiones, General Motors decidió rebautizarlo como "La Nova Naranja".
La Nova Naranja recibió este nombre como herencia de su antecesor el Trueno Naranja, con el que compartía el equipo oficial de 1969. Este nuevo modelo, fue pensado por Pairetti para revalidar el "1" conseguido en 1968. La Nova, fue llamada así por el nombre original que tenían los prototipos creados por Pronello y que Berta bautizó como Liebre. Además, era el nombre que utilizaban en Estados Unidos los Chevrolet 400 y las Chevrolet Chevy que se estrenaron en el país meses más tarde.
En cuanto a su mecánica, la Nova Naranja equipaba los mismos impulsores del Trueno Naranja, un motor "250" de 4.1 litros (250 pulg. cúb.) con tres carburadores, acoplado a una caja manual de 4 velocidades similar a la caja de velocidades del Chevrolet Corvette. Su chasis era el mismo bastidor de origen IKA que equipaba al IKA-Renault Torino, ya que se trataba de un coche similar a los que se preparaba para dicho equipo oficial. En cuanto a su decoración, Pairetti mismo solicitó que el coche reciba el mismo tratamiento que tuviera el Trueno Naranja, con la diferencia de que el techo de la Nova era de color blanco, además también de llevar a los mismos patrocinantes y el mismo apoyo oficial de General Motors.
Los resultados de la Nova fueron muy dispares, teniendo pocas victorias y sin igualar el éxito obtenido por su antecesor. El Trueno Naranja tampoco pudo repetir su éxito del año anterior con su nuevo piloto al volante. Sin embargo, a pesar de ello, siempre tuvieron el reconocimiento y el acompañamiento incondicional de sus aficionados.
Finalmente y para tristeza de los fanáticos de la marca, en 1970 con el advenimiento de la Fórmula B, Carlos Pairetti fue contratado por el equipo oficial Ford de Turismo Carretera, y su coche La Nova Naranja, fue motorizado con el motor de los Ford Falcon de ese entonces. Aquella decisión fue duramente criticada por los fanáticos de Chevrolet quienes no aceptaban el hecho de ver a uno de sus prototipos llevando la motorización del rival y mucho menos ver a su estandarte de los últimos dos años correr con la marca rival. Tampoco la gente de Ford aceptaba la incursión de Pairetti al volante de un coche de su marca, por ser procedente de Chevrolet, marca a la que representó durante 15 años. Para evitar males mayores, Pairetti decidió rebautizar al auto con el nombre de Liebre-Ford, dejando para siempre y como patrimonio de la marca Chevrolet, el nombre de Nova Naranja.

### Carreras ganadas
| Fecha                 | Competencia               | Piloto          | Promedio |
| --------------------- | ------------------------- | --------------- | -------- |
| 25 de mayo de 1969    | Autódromo de Buenos Aires | Carlos Pairetti | 146,341  |
| 12 de octubre de 1969 | Vuelta de San Nicolás     | Carlos Pairetti | 199,228  |

- [2]